# Club Deportivo Oriente Petrolero
Il Club Deportivo Oriente Petrolero, o semplicemente Oriente Petrolero, è una società calcistica boliviana con sede nella città di Santa Cruz de la Sierra. Milita nella LFPB, la massima serie del calcio boliviano.

## Storia
Il club venne fondato il 5 novembre 1955 da un gruppo di lavoratori di una compagnia petrolifera boliviana, la YPFB (Yacimientos Petrolíferos Fiscales Bolivianos).
Ha vinto 4 titoli nazionali (più uno nell'epoca precedente alla nascita del campionato professionistico) e vanta ben 19 partecipazioni alla Coppa Libertadores, nella quale il miglior traguardo è stato raggiunto nel 1988, quando arrivò ai quarti di finale, venendo eliminata dai colombiani dell'America Calì.
L'Oriente Petrolero è uno dei due club boliviani, insieme al The Strongest, che può vantare di non essere mai sceso di categoria. Inoltre è uno dei club fondatori della Liga del Fútbol Profesional Boliviano, nata il 17 agosto 1977.
Il suo debutto in Coppa Libertadores è datato 12 marzo 1972, quando allo stadio Willy Bendeck di Santa Cruz giocò contro l'America de Quito perdendo per 4 a 2.

## Rivalità
La rivalità più sentita è quella con il Blooming, l'altra squadra della città di Santa Cruz de la Sierra. I tifosi del Blooming, vengono chiamati "galline", in modo dispregiativo, dai tifosi orientisti. Questo derby, viene chiamato Clásico cruceno. Altra rivalità sentita è quella con il Bolivar.

### Stadio
L'Oriente gioca le proprie partite casalinghe presso lo stadio "Ramón Aguilera Costas", meglio conosciuto come "Tahuichi", che può ospitare fino a 35000 spettatori.

## Organico

### Rosa 2020
| N. |                      | Ruolo | Calciatore        |
| -- | -------------------- | ----- | ----------------- |
| 1  | Bolivia (bandiera)   | P     | Romel Quiñónez    |
| 2  | Bolivia (bandiera)   | D     | Widen Saucedo     |
| 3  | Bolivia (bandiera)   | D     | Wilfredo Soleto   |
| 4  | Bolivia (bandiera)   | D     | Marcelo Suarez    |
| 5  | Bolivia (bandiera)   | D     | Mario Cuéllar     |
| 6  | Bolivia (bandiera)   | C     | Daniel Rojas      |
| 8  | Argentina (bandiera) | C     | Norberto Palmieri |
| 9  | Messico (bandiera)   | A     | Marco Bueno       |
| 10 | Bolivia (bandiera)   | C     | Matheo Zoch       |
| 11 | Bolivia (bandiera)   | A     | Ferddy Roca       |
| 12 | Bolivia (bandiera)   | C     | Juan Ribera       |
| 13 | Argentina (bandiera) | D     | Daniel Franco     |
| 14 | Bolivia (bandiera)   | A     | Alán Mercado      |
| 15 | Bolivia (bandiera)   | C     | Juan Montenegro   |
| 16 | Bolivia (bandiera)   | C     | Sebastián Gamarra |

| N. |                     | Ruolo | Calciatore            |
| -- | ------------------- | ----- | --------------------- |
| 17 | Bolivia (bandiera)  | A     | Carmelo Algarañaz     |
| 18 | Bolivia (bandiera)  | A     | José Alfredo Castillo |
| 20 | Bolivia (bandiera)  | D     | Gustavo Olguín        |
| 22 | Bolivia (bandiera)  | P     | Luis Banegas          |
| 23 | Bolivia (bandiera)  | C     | Santos Navarro        |
| 24 | Bolivia (bandiera)  | C     | Brayan Calderón       |
| 25 | Bolivia (bandiera)  | C     | Samuel Pozo           |
| 26 | Bolivia (bandiera)  | C     | Robin Canido          |
| 27 | Bolivia (bandiera)  | C     | Kevin Salvatierra     |
| 28 | Bolivia (bandiera)  | A     | Carlos Solíz          |
| 29 | Bolivia (bandiera)  | D     | Héctor Sánchez        |
| 30 | Bolivia (bandiera)  | P     | Bruno Rivas           |
| 32 | Bolivia (bandiera)  | P     | David Moreno          |
| 34 | Bolivia (bandiera)  | P     | Leonardo Vaca         |
| 37 | Colombia (bandiera) | A     | Dayro Moreno          |

### Rosa 2019
| N. |                      | Ruolo | Calciatore        |
| -- | -------------------- | ----- | ----------------- |
| 1  | Bolivia (bandiera)   | P     | Carlos Arias      |
| 2  | Bolivia (bandiera)   | D     | Miguel Hoyos      |
| 3  | Bolivia (bandiera)   | D     | Gustavo Olguín    |
| 5  | Bolivia (bandiera)   | C     | Ronald García     |
| 6  | Argentina (bandiera) | D     | Mariano Brau      |
| 7  | Spagna (bandiera)    | C     | Juan Quero        |
| 8  | Bolivia (bandiera)   | C     | Danny Bejarano    |
| 9  | Uruguay (bandiera)   | A     | Federico Martinez |
| 10 | Bolivia (bandiera)   | C     | Fernando Saucedo  |
| 13 | Bolivia (bandiera)   | D     | Wilder Zabala     |

| N. |                      | Ruolo | Calciatore        |
| -- | -------------------- | ----- | ----------------- |
| 14 | Bolivia (bandiera)   | C     | Gualberto Mojica  |
| 15 | Bolivia (bandiera)   | D     | Alejandro Meleán  |
| 16 | Bolivia (bandiera)   | D     | Ronald Raldes     |
| 17 | Bolivia (bandiera)   | D     | Marvin Bejarano   |
| 18 | Bolivia (bandiera)   | C     | Yasmani Duk       |
| 20 | Bolivia (bandiera)   | A     | Rodrigo Vargas    |
| 21 | Bolivia (bandiera)   | D     | Ronny Montero     |
| 25 | Bolivia (bandiera)   | P     | Alex Aranciba     |
|    | Argentina (bandiera) | C     | Lucas Mugni       |
|    | Bolivia (bandiera)   | C     | Sebastián Gamarra |

## Palmarès

### Competizioni nazionali
- Campionato boliviano: 5

1971, 1979, 1990, 2001, Clausura 2010
- Copa Aerosur: 2

2003, 2005
- Copa Bolivia: 10

1978, 1986, 1988, 1992, 1993, 1994, 1995, 1997, 1999, 2002
- Copa Simón Bolívar - Era Semi-Professionistica:
  - Titoli: 1 (1971)
  - Secondi posti: 2 (1972 e 1976)

### Altri piazzamenti
- Campionato boliviano:

Secondo posto: 1977, 1984, 1986, 1987, 1996, 1997, 2000, 2002, Apertura 2014
Terzo posto: Apertura 2002, Adecuación 2005, Apertura 2005, Segundo Torneo 2006, Torneo Adecuación 2011, Clausura 2012, Apertura 2016

## Risultati nelle competizioni CONMEBOL
Copa Libertadores: 20 partecipazioni
1972: Prima fase
1973: Prima fase
1977: Prima fase
1978: Prima fase
1980: Prima fase
1985: Prima fase
1987: Prima fase
1988: Quarti di finale
1990: Sedicesimi di finale
1991: Ottavi di finale
1997: Ottavi di finale
1998: Prima fase
2001: Prima fase
2002: Prima fase
2003: Prima fase
2005: Turno preliminare
2006: Primo turno
2011: Fase Gironi
2014: Primo turno
2015: Primo Turno
- Copa Merconorte: 1 partecipazione

2000 - Fase a gruppi
Copa Sudamericana: 4 partecipazione
2002: Turno Preliminare
2010: Secondo turno
2012: Primo turno
2013: Primo turno
Copa Conmebol: 2 partecipazioni
1992: Primo Turno
1994: Primo Turno